# MasterChef Austrália (10.ª temporada)
A décima temporada de MasterChef Austrália estreou em 7 de Maio de 2018 na  Network Ten. Juízes Gary Mehigan, George Calombaris e Matt Preston retornado da temporada anterior, com Shannon Bennett como o mentor dos concorrentes.
Esta temporada foi vencida por Sashi Cheliah na grande final contra Ben Borsht, em 31 de Julho de 2018.